# Wrill
Wrill was een Belgisch striptijdschrift, dat zowel in het Nederlands als het Frans verscheen. Het weekblad liep van 1945 tot 1948 en publiceerde veel Amerikaanse stripreeksen en werk van stripmakers uit de Franco-Belgische school. Er verscheen ook werk in van amateurs. 
In het Nederlandse taalgebied verschenen 187 afleveringen. Het weekblad werd uitgegeven door uitgeverij Liégoise Gordinne onder de naam Chagor. 